# 地方言語
地方言語（ちほうげんご、英: regional language）とは、主に特定の国と地域に法的権力を持つ国家語（あるいは公用語）が存在する場合において、その一部の地方やその周辺を含む地域一帯で共有される国家語以外の言語である。地域言語とも呼称する。
地方言語は国家語と全く異なる系統を持つ場合（フランスにおけるブルトン語など）と、国家語と一定の類似性を持つことを理由に国家語の方言として解釈する場合の二通りがあるが、概ね後者の例に立つことが多い。就中、後者の場合、地方言語に関連する議論はしばしば「方言と言語の線引き問題」に繋がる。

## 国際法における定義
世界で初めて地方言語の保護を目的にして、欧州諸国が採択したヨーロッパ地方言語・少数言語憲章ではその定義を以下のように定めている。
- 公用語（国家語）に比べて話者が数的に少数派であること
- 公用語と学術的に明確に異なる言語であること

同条約は公用語という存在から言語の多様性を護るという観点から成立した条約である。よって伝統的言語でありながら他民族の言語に押されているアイルランドのアイルランド語は、話者数こそ少ないが公用語として優遇されているので保護の対象から外されている。

## 学術的な定義
言語学の世界では何らかの言葉を言語とするか既存言語の方言とするかについては、概ね二つの方法論が存在する。一つの方言連続体に属する限りそれらを一つの言語とする場合と、言語にとっての根本的で最も重要な要素である「意思の疎通」が可能かどうかで判断する場合である。
前者の場合は文法や語彙の全体的な連続性を重んじた学術性の強い判断だが、現実問題として一つの方言連続体が一まとめにされていることはほとんどない。例えばロマンス諸語は全てが連続している古典ラテン語の方言だが、現実にはスペイン語・フランス語・イタリア語・ポルトガル語などの国家語に分裂している。また言語分類が政治問題となるのは、「互いに言葉が通じる」という親近感・仲間意識が、国家や民族などの共同体を形成する上で大きな効力を発揮するからである。だが方言連続体はその性質上、離れた方言同士は意思疎通ができないケースが多く、合理性の面で不都合が生じがちである。
これに対し、意思の疎通を重んじる立場の論者も居る（エスノローグなど）。だが彼らの分類に従えば、今度は逆に既存の言語を細分化することになる。一例を挙げれば、各方言の独自性の強いドイツ語などは十数個の言語に分解されてしまう。
言語学では今のところ、上記の二つの手法のどちらかを正当とすることはなく各国の基準に委ねているが、前者に沿った条約（ヨーロッパ地方言語・少数言語憲章）が制定されたことが、微妙な立ち居地にある地方言語の線引き議論を前進させるのではないかと期待されている。

## 主な地方言語

### 英語圏（イギリス）
- ゲール語
- ウェールズ語

### フランス語圏
- オック諸語（話者数約600万）
- オイル諸語（フランス語を除いたもの）
- フランコ・プロヴァンス諸語
- アルザス語※アレマン語（上部ドイツ語）の一言語
- ブルトン語※ケルト語の一言語
- コルシカ語※イタリア語に含まれるとの説もある

### ドイツ語圏
- アングロ・フリジア語（古英語によるアングロ・サクソン語とは兄弟言語にあたる） ※ドイツ語に含まれるとの説もある
  - フリジア語（フリースラント語）
    - 北フリジア語（北フリースラント語）
    - 東フリジア語（東フリースラント語、ザーターフリジア語）
    - 西フリジア語（西フリースラント語）
- 低地ドイツ語（話者数約1500万）
  - ニーダーザクセン語（話者数約1000万）
    - 低ザクソン語（話者数約200万）
      - フローニン語

  - 低地フランコニア語（低地フランケン語）
    - オランダ語
      - アフリカーンス語

    - フラマン語
      - 西フラマン語

    - ゼーラント語
    - リンブルフ語（話者数約150万） ※オランダ、ベルギーでは西中部ドイツ語と一つと捉えられている
- 高地ドイツ語（話者数約4000万）
  - 中部ドイツ語（標準ドイツ語）
    - 上部ザクセン語（標準ドイツ語のベースとなった）
    - 低シレジア語（低シュレージエン語）
    - 中部フランケン語(Mittelfränkisch)（中部フランク方言と呼ばれ、フランケンの言語）
      - モーゼル・フランケン語（モーゼルフランク方言）
        - ルクセンブルク語

      - リプアーリ語
        - ケルン語

      - ジーべンビュルガー・ザクセン語(Siebenbürgersächsisch)（ルーマニアトランシルヴァニア地方の言語）

    - ラインフランケン語（ラインフランク方言） 
      - ヘッセン語（ヘッセンフランク語）
      - ロートリンゲンフランケン語（ロートリンゲンフランク方言）
      - プファルツ語

  - 上部ドイツ語（話者数約2500万）
    - 上部フランケン語(Oberfränkisch)（上部フランク方言と呼ばれ、フランケン地方の言語）
      - 東フランケン語(Ostfränkisch)（ケムニッツ地方、オーバーフランケン地方・ウンターフランケン地方・ミッテルフランケン地方の言語の言語）
        - フォクトラント方言
        - エルツ方言

      - 南フランケン語(Südfränkisch)（南ライン・フランケン方言と呼ばれ、ハイルブロン地方、ハイデルベルク、カールスルーエ、シュパイアーなどの言語）
        - ヴュルテンベルク方言(Württembergisch)（ヴュルテンベルク地方の言語）

    - バイエルン語（話者数約1200万）
      - オーストリアドイツ語

    - アレマン諸語（話者数約1000万）
      - スイスドイツ語
      - アルザス語
      - ペンシルベニアドイツ語　　
      - スヴァビア語（話者数約80万）※イタリア北西部のロンバルディア州・ヴァッレ・ダオスタ州・ピエモンテ州地方の言語

### イタリア語圏
- ガロ・イタリア諸語（話者数約980万）
- ナポリ語（話者数約750万）
- シチリア語（話者数約480万）
- ヴェネト語（話者数220万）
- サルデーニャ語（話者数約150万）

### スペイン語圏
- カタルーニャ語（話者数約910万、バレンシア語を含む）
- ガリシア語（話者数約300万）
- バスク語（話者数約100万）
- アストゥリアス語（話者数約10万）
- レオン語（話者数約2.5万）
- アラゴン語（話者数約1万から3万）
- エストレマドゥーラ語（話者数約数千から2万）
- アラン語（話者数約5千）